# Tumbadero, Álamo Temapache
Tumbadero är en ort i Mexiko.   Den ligger i kommunen Álamo Temapache och delstaten Veracruz, i den sydöstra delen av landet, 230 km nordost om huvudstaden Mexico City. Tumbadero ligger 13 meter över havet och antalet invånare är 728.
Terrängen runt Tumbadero är huvudsakligen platt, men söderut är den kuperad. Runt Tumbadero är det ganska tätbefolkat, med 65 invånare per kvadratkilometer. Närmaste större samhälle är Tuxpan de Rodríguez Cano, 17,7 km öster om Tumbadero. Trakten runt Tumbadero består till största delen av jordbruksmark.